# پارک ماونتن کاونتی توسان

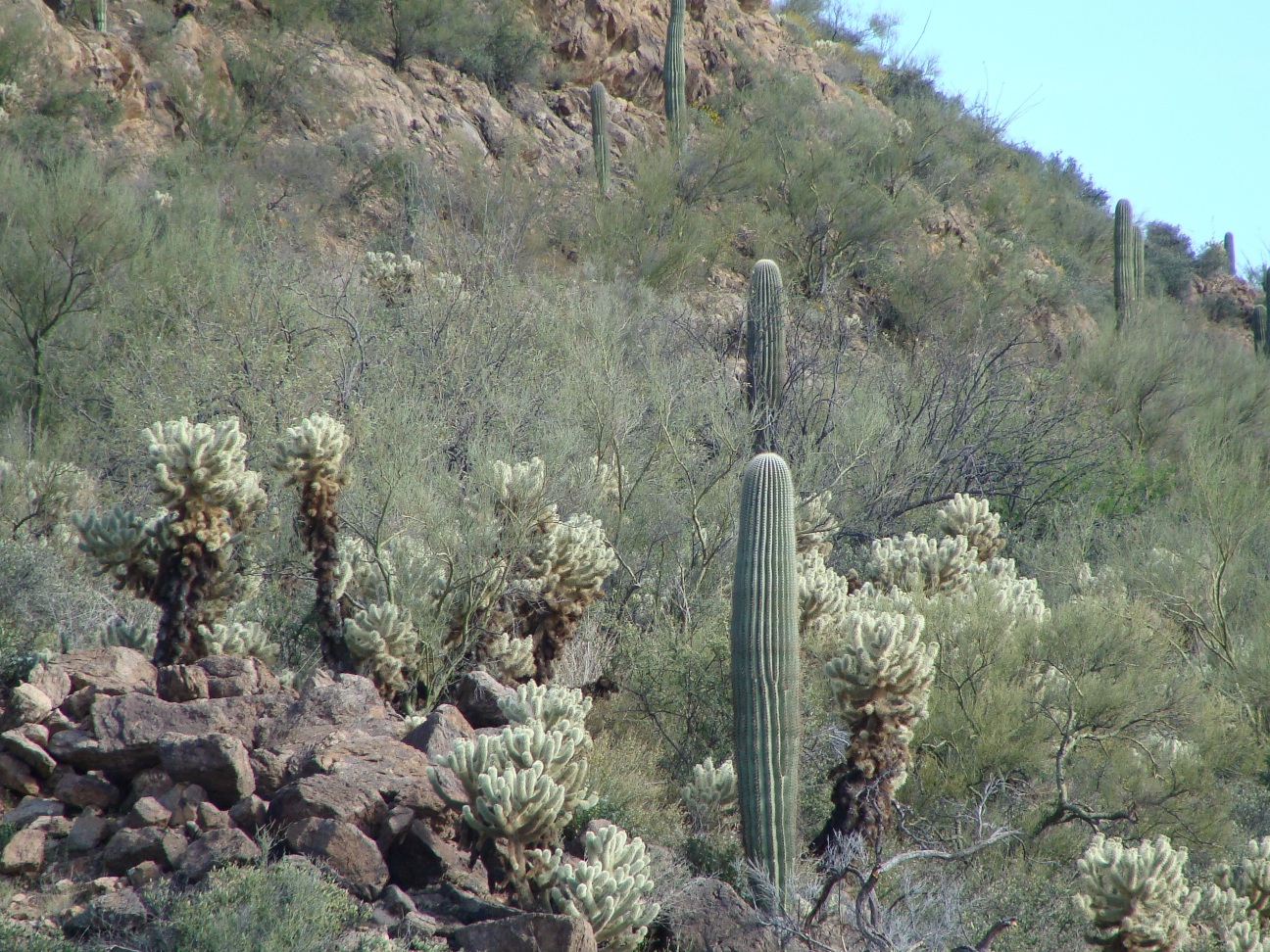
کوهستانی از ساگوارو

پارک ماونتن کاونتی توسان (به انگلیسی: Tucson Mountain County Park) نام پارکی است در غرب شهر توسان در آریزونا.
این پارک ۸۱ کیلومتر مربع وسعت دارد.